# Manuel Felipe Quintana
Manuel Felipe Quintana (Madrid, 26 de mayo de 1842 - Vigo, 20 de enero de 1911) fue un arquitecto español.

## Trayectoria
Titulado por la Real Academia de Bellas Artes de San Fernando, en 1886 se trasladó a Vigo, donde fue arquitecto municipal.
Eclecticista, son obras suyas la Casa para Francisco Solleiro (1891) en el número 21 de la calle de Policarpo Sanz (esquina Velázquez Moreno), la Iglesia de Santiago de Vigo (1896-1907) en la avenida de García Barbón, la Casa de Estanislao Durán (1901) en la calle del Príncipe esquina Velázquez Moreno y la iglesia y asilo de las Hermanas de los Ancianos Desamparados (1892-1910) en la calle de Pi i Margall, todas ellas en la ciudad de Vigo, de estilo neogótico las religiosas.
En Porriño realizó la iglesia de Santa María (1909).

## Galería

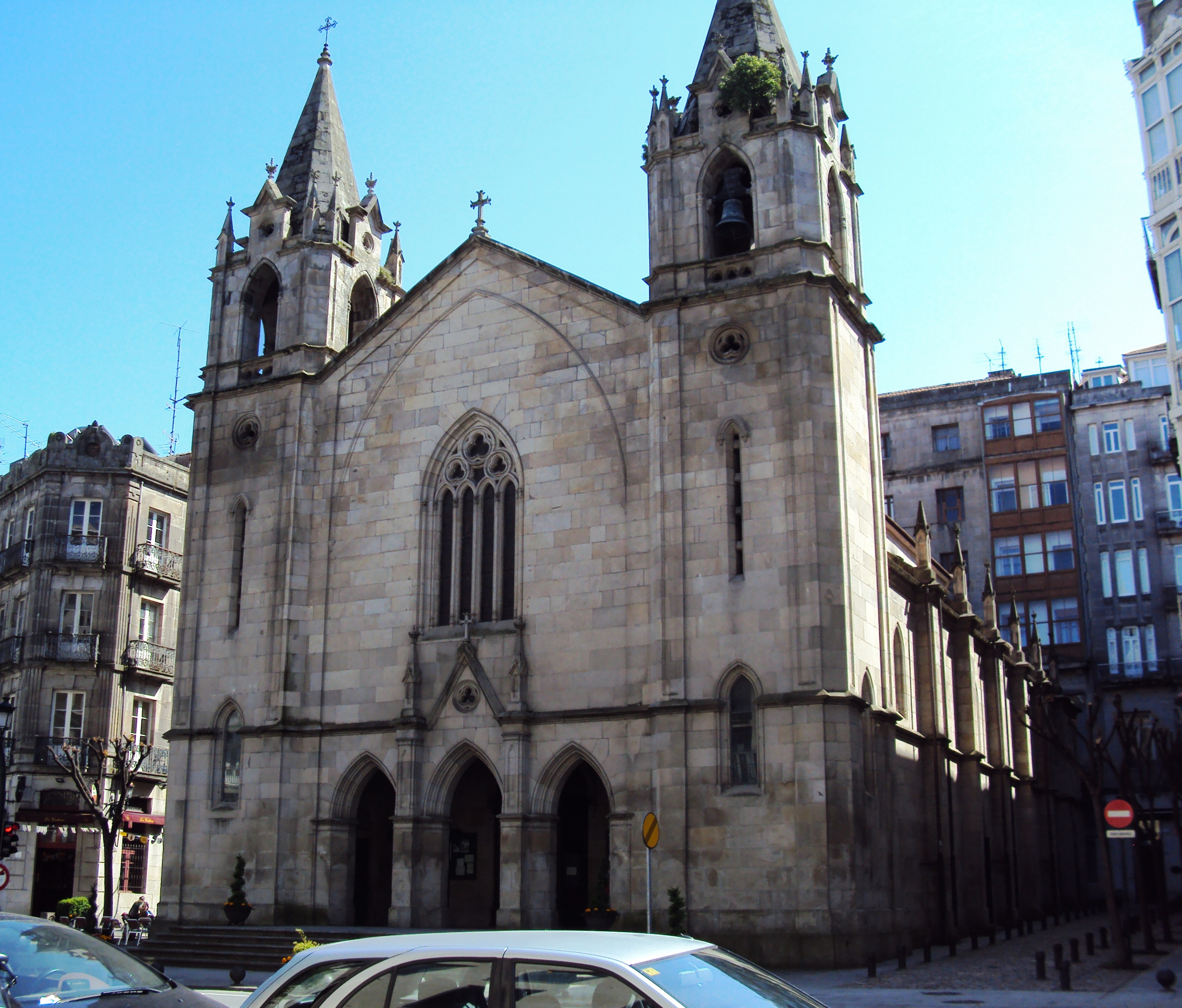
Iglesia de Santiago de Vigo.
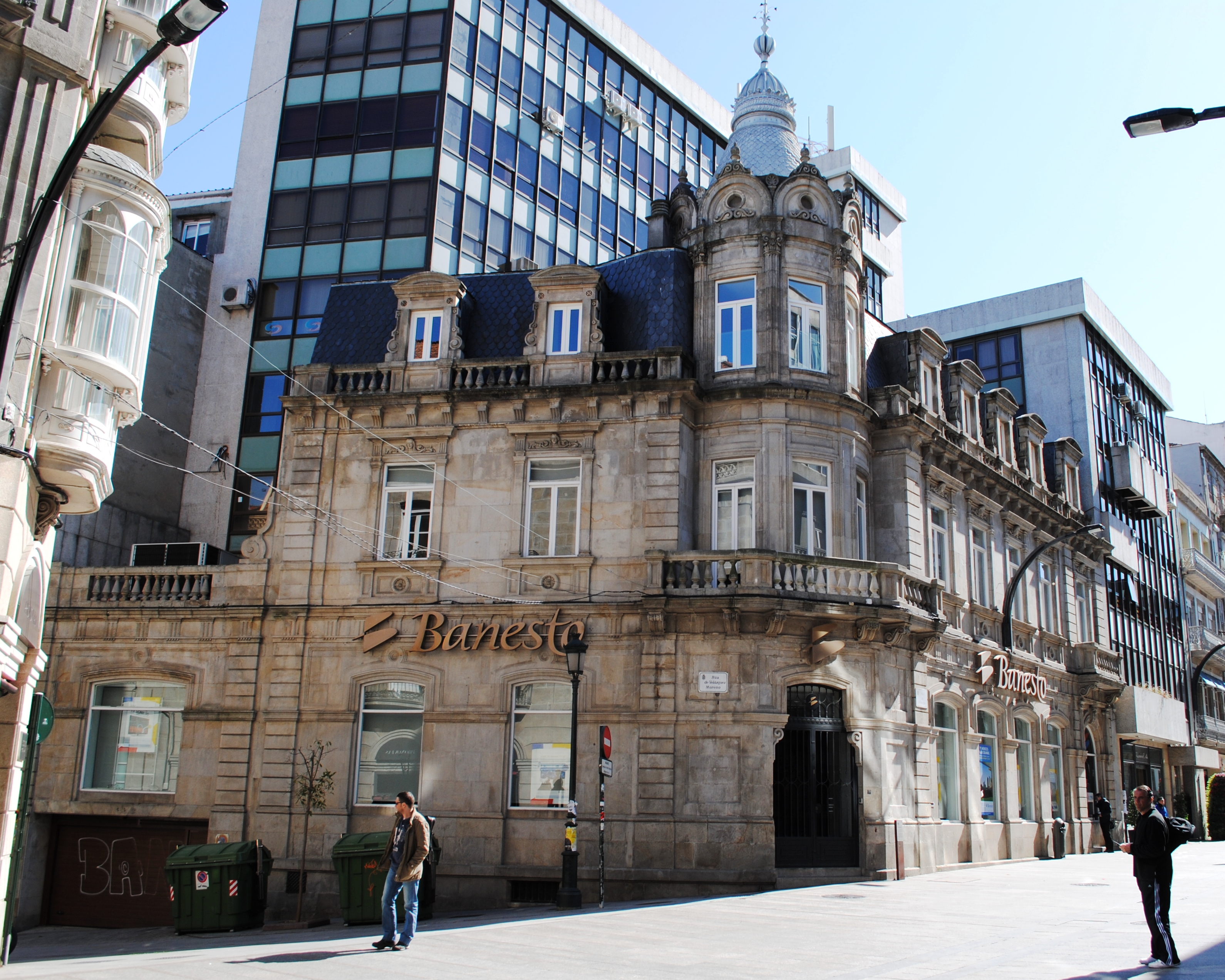
Casa de Estanislao Durán.
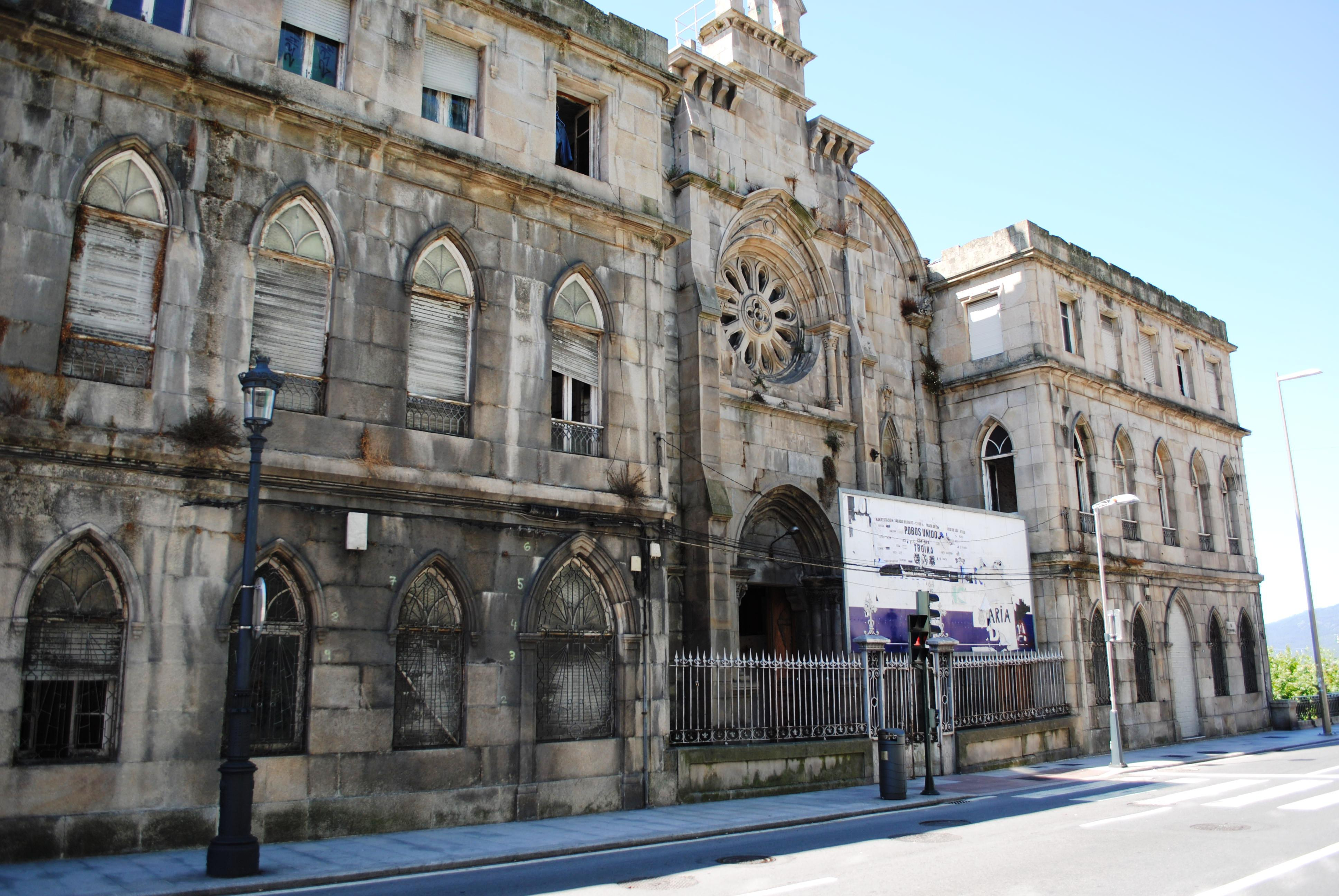
Asilo de la calle Pi i Margall de Vigo.
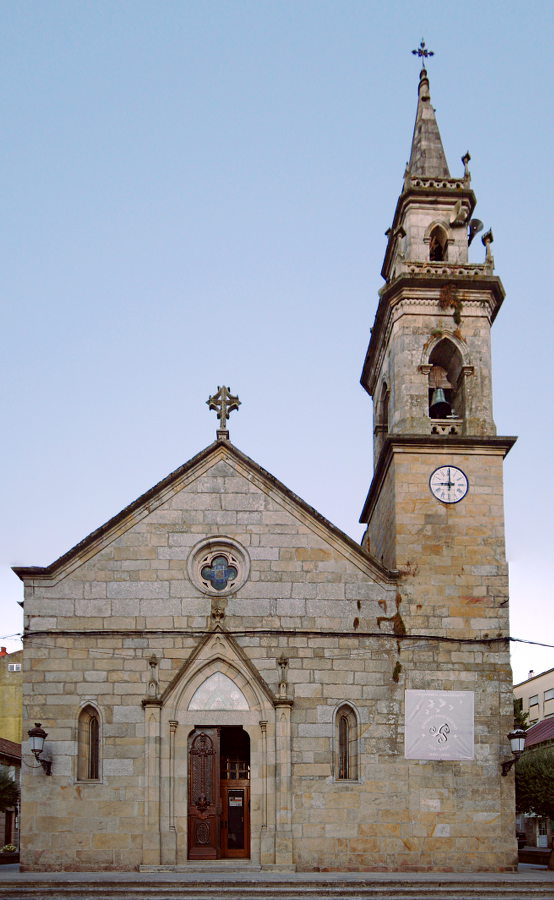
Iglesia de Santa María de Porriño.